# Movimento Republicano Nacional por Democracia e Desenvolvimento

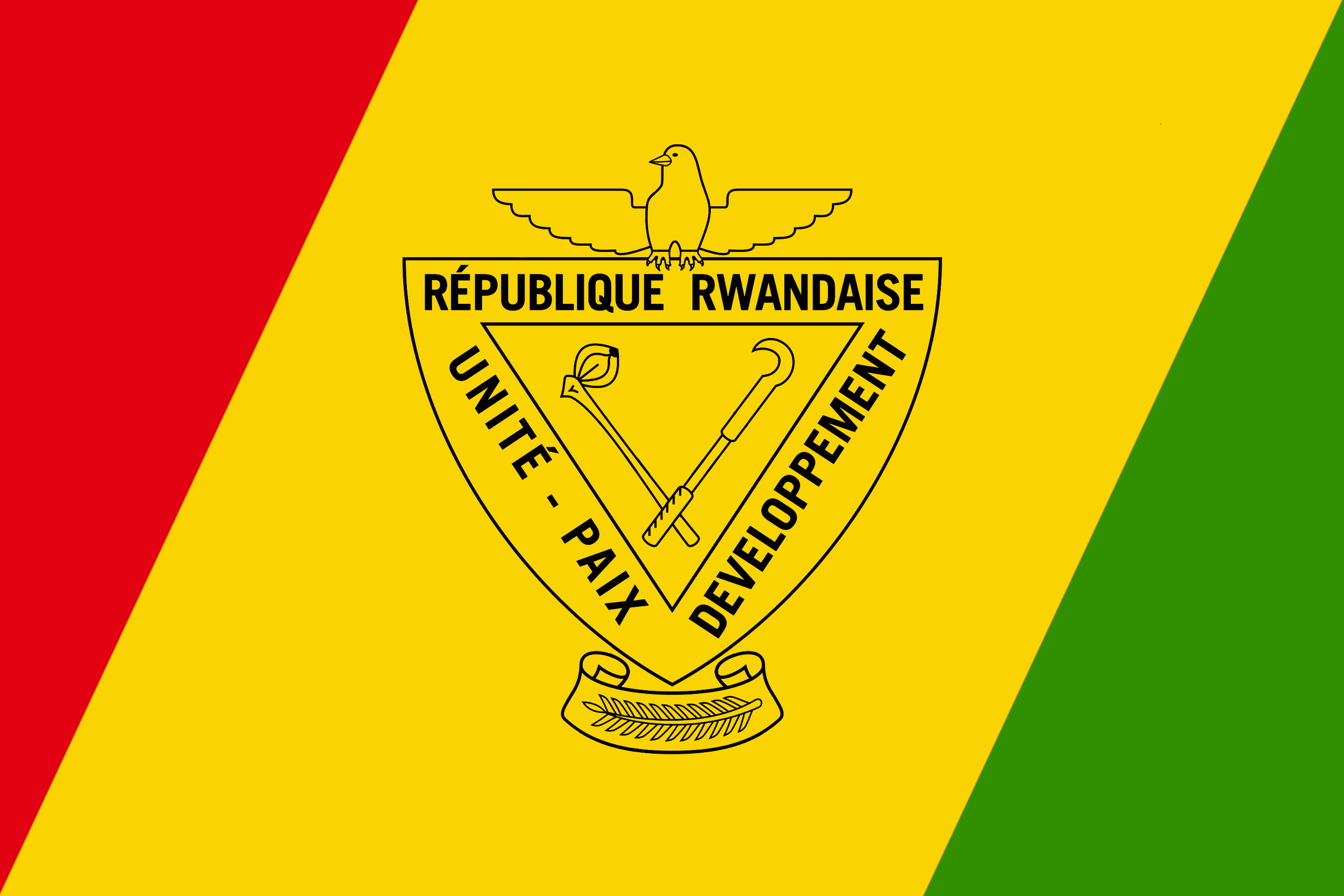

O Movimento Republicano Nacional por Democracia e Desenvolvimento (Francês: Mouvement républicain national pour la démocratie et le développement, MRND) foi o partido político no poder em Ruanda de 1975 a 1994 sob o Presidente Juvénal Habyarimana.  Foi dominado pelos Hutus, particularmente da região de origem do Presidente Habyarimana no Norte de Ruanda. O partido foi fundado em 1975 como Movimento Revolucionário Nacional pelo Desenvolvimento (Mouvement Révolutionaire National pour le Développement). De 1975 até 1991, o MRND foi o único partido político legal no país e todos os cidadãos eram obrigados a se afiliarem. Tomou como modelo os partidos comunistas da China e Coréia do Norte, com estruturas institucionais que faziam paralelo a cada uma das estruturas do governo. O nome do partido foi alterado após a legalização de partidos políticos oposicionistas em 1991.
Depois da invasão do RPF em 1990, membros do MRND criaram a revista Kangura.  A ala jovem do partido, o Interahamwe, posteriormente se tornou um grupo miliciano que teve um papel central no genocídio de 1994. Após a morte de Habyarimana em Abril de 1994, membros extremistas do partido estavam entre os principais idealizadores do Genocídio em Ruanda. Após a conquista de Ruanda pela rival Frente Patriótica Ruandesa de maioria Tutsi e liderada por Paul Kagame, o MRND perdeu o poder e foi banido.
A Coalizão pela Defesa da República, que teve um grande papel no genocídio em Ruanda era uma facção extremista do MRND que se separou do partido.

## Ideologia
Habyarimana era descrito como relativamente moderado e permitiu que os tutsis criassem seus próprios negócios, mas tentou impedi-los de entrar no governo,, entretanto considera-se que ele (e seu regime) tenham utilizado métodos de propaganda da extrema direita, com discriminação étnica aos Tutsi (ainda que menos extrema que seus predecessores), avançando uma agenda social conservadora e era anticomunista.